# Albanikirche Mühlhausen (Enz)

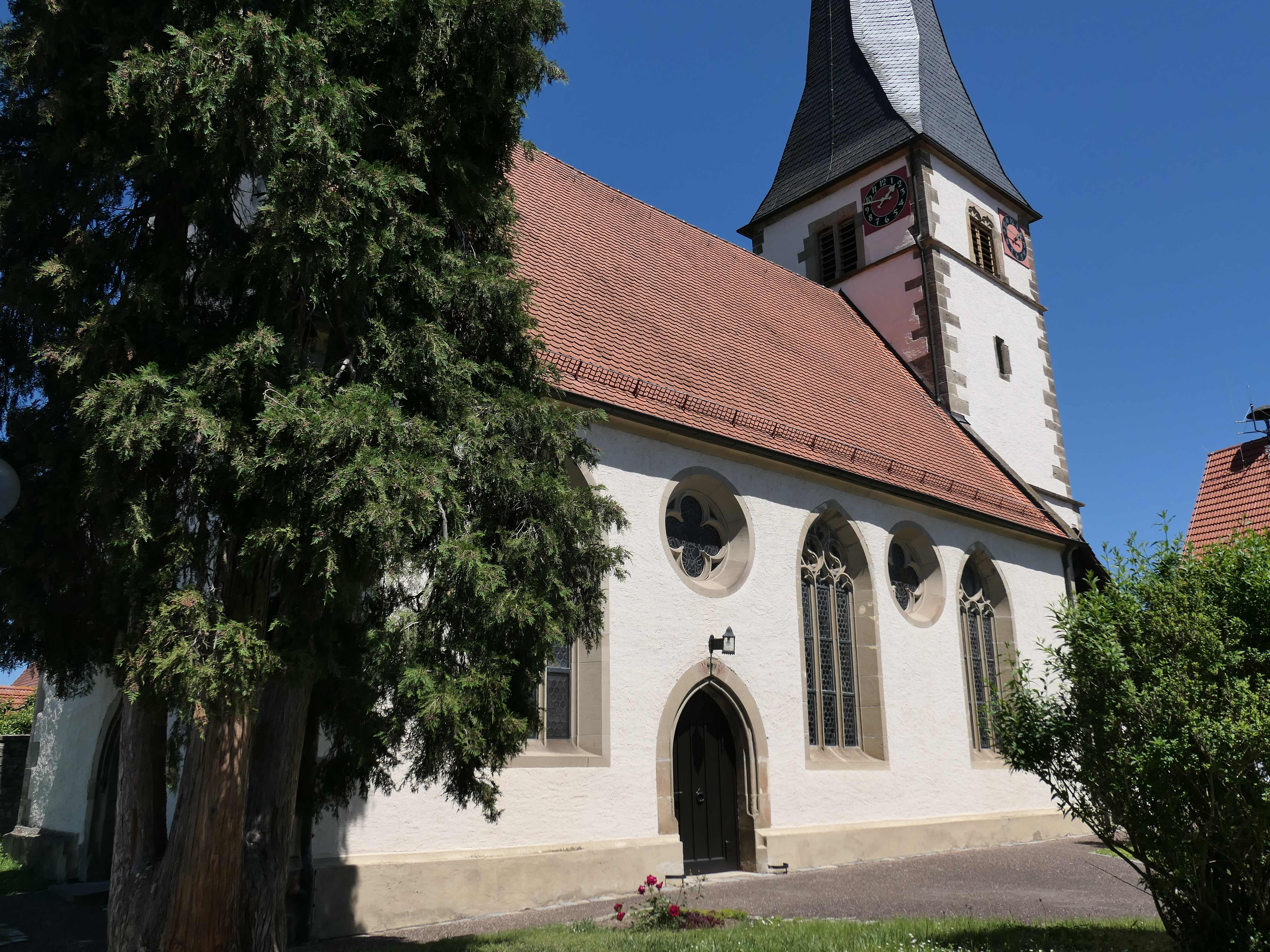
Mühlhausen - Albanikirche Süd West

Die evangelische Albanikirche in Mühlhausen an der Enz im Enzkreis in Baden-Württemberg ist eine im romanischen Stil erbaute mittelalterliche Wehrkirche mit Chorturm, die gotisch überformt wurde. 

## Geschichte
1231 ging die dem heiligen Albanus geweihte Kirche an das Kloster Maulbronn. Später gingen die Rechte auf das Spital Markgröningen über und wurden damit württembergisch. 1458 wurde die Kirche von Baumeister Balthasar von Horrheim in der heutigen Form erstellt. 1559 und 1772 wurde die Kirche noch einmal verändert, 1912 dann grundlegend renoviert. Der Stuttgarter Architekt Heinrich Dolmetsch veranlasste die Bemalung der Deckenbalken im Jugendstil.
1912 wurde auch eine neue Orgel in der Kirche aufgestellt. Sie stammt aus der Manufaktur E.F. Walcker & Cie. Ludwigsburg. Das Instrument steht über Eck neben dem Altar vor dem Chorbogen auf einem Podest, unter dem der Spieltisch platziert ist. In des Jugendstilgehäuse wurde der barocke Orgelprospekt integriert. In den Jahren 2005 und 2021 hat die Orgelmanufaktur Lenter Restaurierungsarbeiten am Instrument vorgenommen, das einen Umfang von neun Registern auf zwei Manualen und Pedal hat.
Disposition
| I Hauptwerk C–g³ |       |
| Prinzipal        | 8′    |
| Salizional       | 8′    |
| Gedackt          | 8′    |
| Oktave           | 4′    |
| Mixtur 3f.       | 2 ⁄3′ |

| II Positiv C–g³ |          |
| Salizional      | 8′ (Tr.) |
| Viola di Gamba0 | 8′       |
| Flauto amabile  | 8′       |
| Traversflöte    | 4′       |

| Pedal C–f¹ |     |
| Subbass    | 16′ |

- Koppeln:  I–P, II–P, II–I

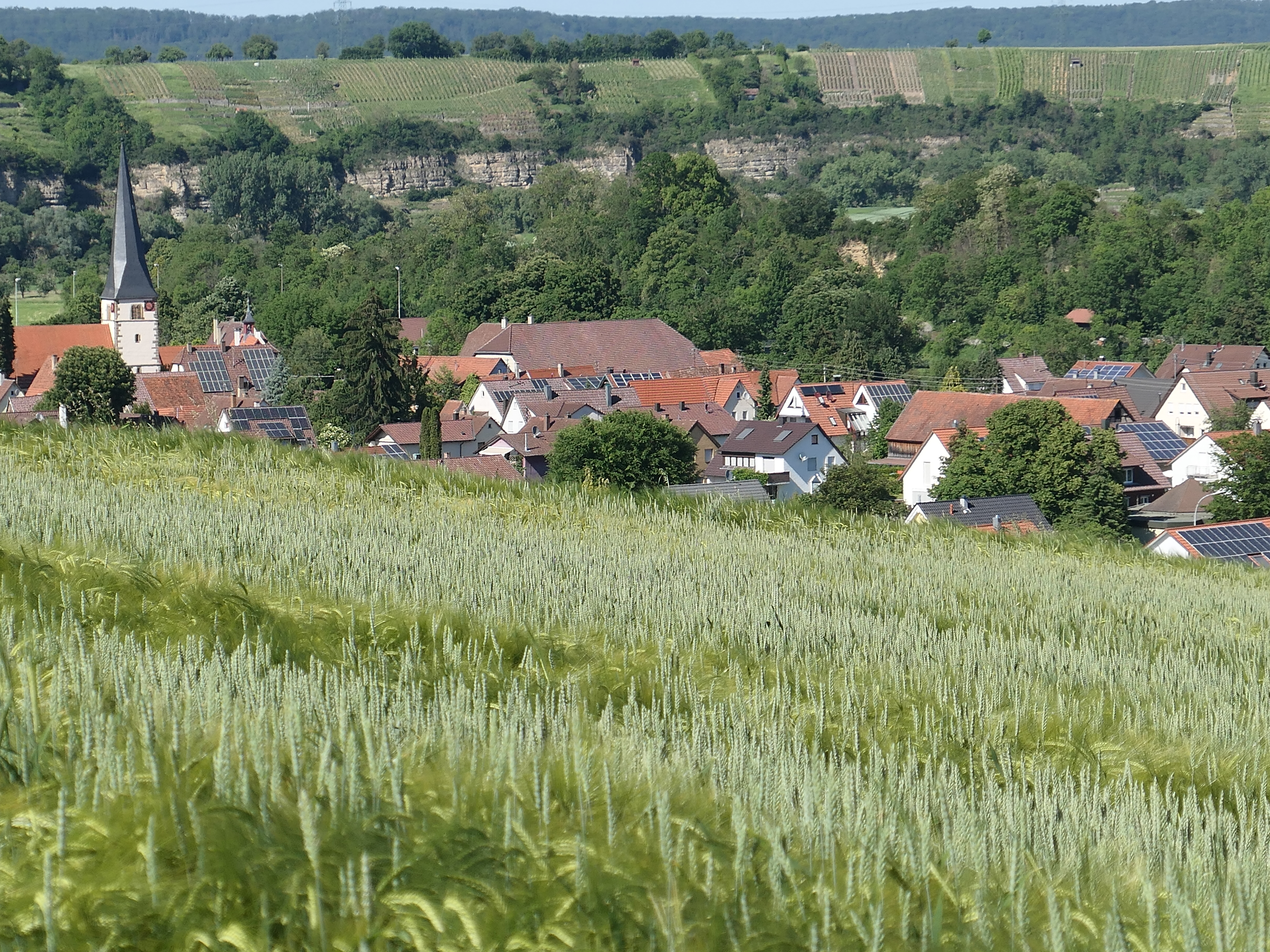
Albanikirche, Lage
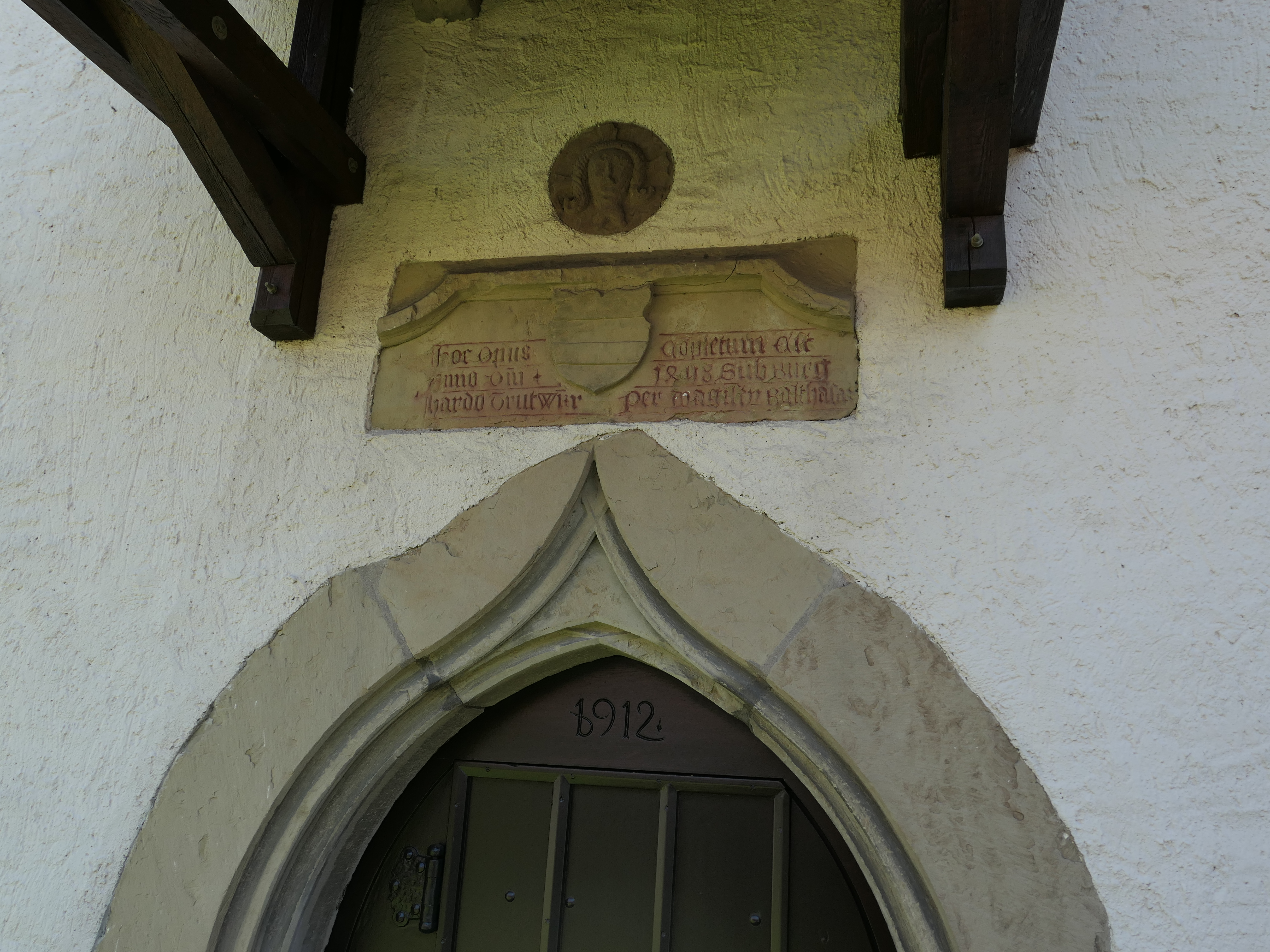
Westliches Kielbogenportal mit Inschrift und Christuskopf
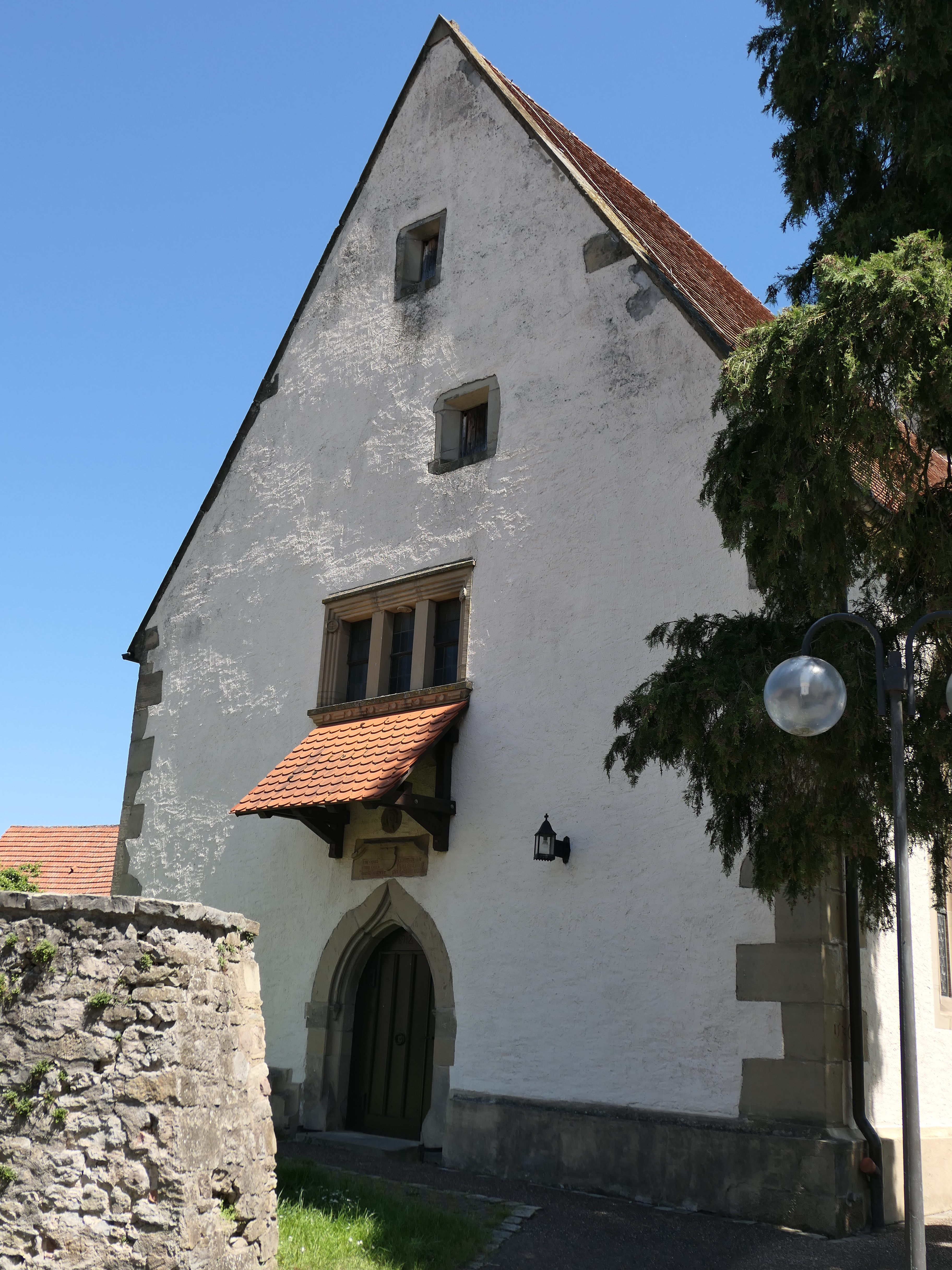
Albanikirche, Westansicht
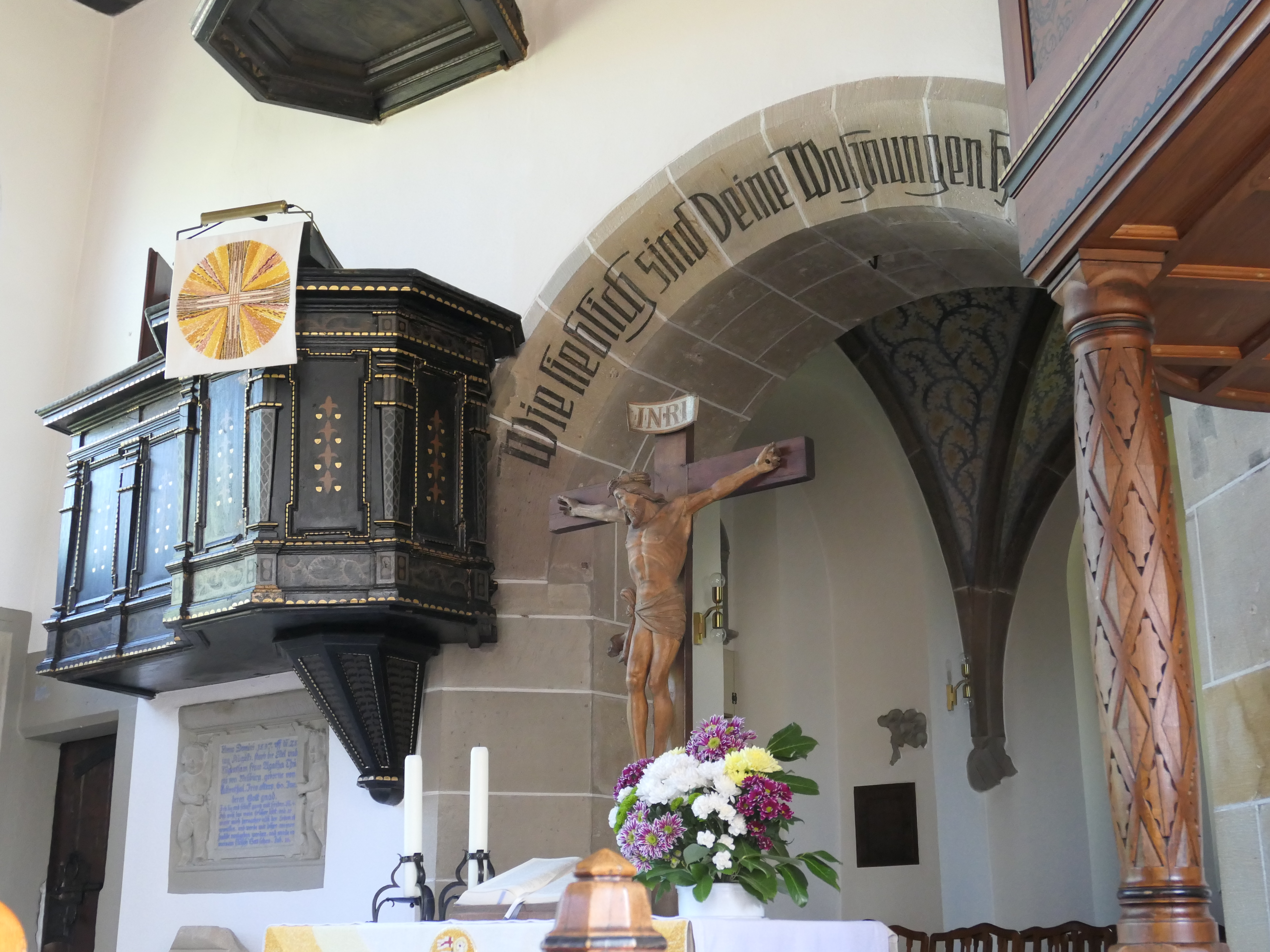
Albanikirche, Triumphbogen zum Chor
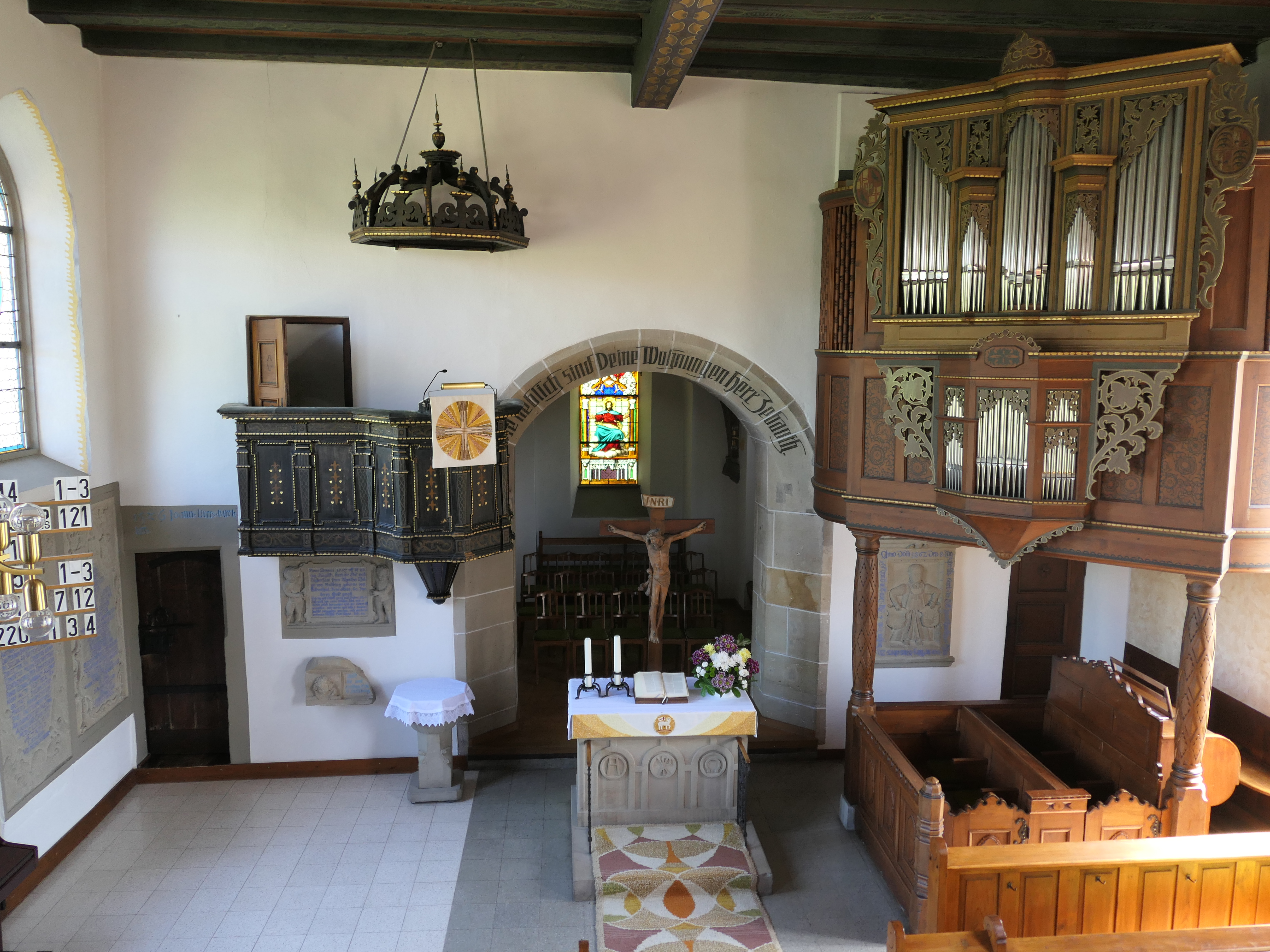
Orgel mit Altar und Kanzel